# حية كبيرة
حية كبيرة قرية سوريّة تتبع إداريّاً لمحافظة حلب منطقة منبج ناحية مركز منبج، بلغ تعداد سكانها 2,622 نسمة حسب التعداد السكاني لعام 2004.

## الحدود الجغرافية
يحد قرية حية كبيرة من الشمال قرية خرفان، ومن الجنوب قرية أم عدسة وقرية الكرسان، ومن الغرب قرية حية صغيرة، ومن الشرق قرية جب القادر.